# Domfront en Poiraie
Domfront en Poiraie is een gemeente in het Franse departement Orne (regio Normandië). De plaats maakt deel uit van het arrondissement Argentan. Domfront en Poiraie is op 1 januari 2016 ontstaan door de fusie van de gemeenten Domfront, La Haute-Chapelle en Rouellé. De gemeente telde 4.131 inwoners op 1 januari 2022.

## Geografie
De oppervlakte van Domfront en Poiraie bedroeg op 1 januari 2022 65,49 vierkante kilometer; de bevolkingsdichtheid was toen 63,1 inwoners per km².
De onderstaande kaart toont de ligging van Domfront en Poiraie met de belangrijkste infrastructuur en aangrenzende gemeenten.

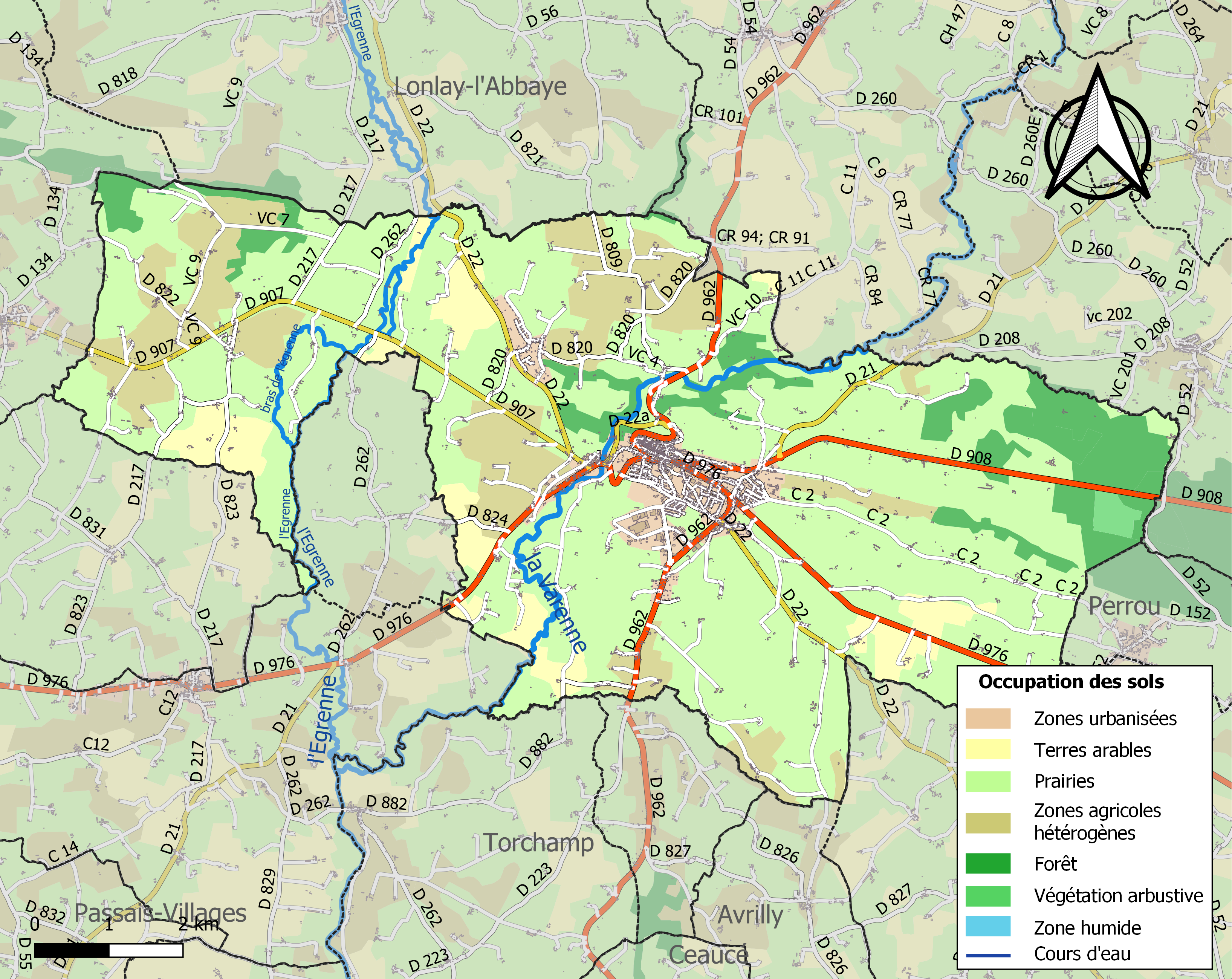